# Broken Arrow (palabra clave)
Broken Arrow (en español: Flecha Rota) es un término utilizado en la terminología militar estadounidense y se entiende en toda la OTAN. Broken Arrow significa un accidente que involucra una ojiva nuclear que resulta también ser un peligro para el público debido a la ojiva (detonación accidental), o la pérdida o robo accidental de una. En el caso de un broken arrow, incluidos en los casos de accidentes con armas nucleares francesas o británicas, en suelo alemán, el ejército estadounidense tiene amplios derechos especiales debido a acuerdos intergubernamentales entre ambos estados.
Una lista oficial de EE. UU. describe 32 accidentes nucleares oficiales. Una lista no oficial habla de 1000 accidentes no oficiales correspondientes.

## 1950
En 1950, durante la Guerra de Corea, tal evento tuvo lugar en la Base de la Fuerza Aérea Travis en Fairfield, Condado de Solano, California, entonces conocida como Base de la Fuerza Aérea Fairfield-Suisun. Un Boeing B-29 experimentó problemas con el motor poco después del despegue y regresó a la base de la Fuerza Aérea Fairfield-Suisun por orden del general Robert F. Travis teniendo una bomba nuclear Mark IV a bordo. Los flaps de aterrizaje fallaron, las 5000 libras (2268 kg) de explosivos convencionales que contenía detonaron y mataron allí a 7 personas. De los 20 miembros de la tripulación a bordo del bombardero B-29, 12 murieron,. Entre ellos estuvo el general Travis, por quien se nombró a la Base de la Fuerza Aérea Travis en 1951.
En 1956, un avión de la Fuerza Aérea de EE. UU., que transportaba dos contenedores con material apto para armas nucleares, se perdió en el mar Mediterráneo.

## 1960
En 1965, durante la guerra de Vietnam, unidades de infantería que estaban en situación desesperada, codificaron Broken Arrow en la batalla del valle de Ia Drang, pidiendo un ataque aéreo en su propia posición.

## 1980
El 18 de septiembre de 1980, un silo de misiles cerca de Damasco, Arkansas, explotó y se perdió la ojiva. La ojiva fue encontrada y recuperada por las Fuerzas Aéreas unos días después. Hubo un hombre muerto.

## Términos relacionados
- Lanza doblada
- Nucflash